# Mirages (Florent Schmitt)
Pour les articles homonymes, voir Mirage (homonymie).
Mirages, op. 70 constitue le recueil de deux pièces pour piano de Florent Schmitt écrites entre 1920 et 1921. 
Son exécution demande un peu moins de vingt minutes. 

## Structure
1. Et Pan, au fond des blés lunaires, s'accouda : un peu attardé d'abord, presque lent
2. La Tragique chevauchée : Emporté et violent

Le titre de la première partie est tiré d'un poème de Paul Fort. La partition a été écrite en 1920 en hommage au compositeur Claude Debussy que Schmitt connaissait depuis quelques années.
La seconde partie a été écrite un an plus tard et dédicacée au pianiste Alfred Cortot. Son titre fait référence à Ivan Mazepa, dont la vie a inspiré Victor Hugo et Lord Byron.